# Chase Tower (Columbus)
Chase Tower es un rascacielos de 109 m de altura ubicado en 100 East Broad Street en la ciudad de Columbus, la capital del estado de Ohio (Estados Unidos). Fue terminado en 1964 y tiene 25 plantas. Es el duodécimo edificio más alto de Columbus y fue el más alto construido en la década de 1960. Sirvió como sede de Bank One antes de su fusión con First Chicago NBD, y se conocía como Bank One Tower.  El edificio fue diseñado por el estudio de arquitectura Harrison & Abramovitz y sigue el estilo arquitectónico internacional. El Columbus Center también emplea un sistema de fachada de muro cortina.
En abril de 2021, Chase consolidó sus oficinas y desocupó los tres pisos que ocupaba en Chase Tower. La sucursal y el nombre del banco Chase del edificio aún no se han conservado.